# Burg Greifenstein (Württemberg)
Als Burg Greifenstein wird eine Burgengruppe bezeichnet, die aus den Burgen Obergreifenstein und Untergreifenstein besteht. Sie befinden sich auf einem Felsen bei 755 m ü. NHN über dem Holzelfinger Tal bei der Gemeinde Lichtenstein im Landkreis Reutlingen in Baden-Württemberg. Holzelfingen führt folglich auch einen Greif im Wappen.

## Geschichte und Beschreibung
Mit Bertholdus de Grifinstain, der im Jahr 1187 als Zeuge einer Urkunde des Herzogs Friedrich VI. von Schwaben erwähnt wurde, sind Ritter von Greifenstein erstmals belegt. Sie erbauten im 12. Jahrhundert zwei Höhenburgen zur Sicherung der umliegenden Täler, zunächst Untergreifenstein und einige Jahrzehnte später nur 100 m oberhalb Obergreifenstein. Beide Burgen wurden 1311 im Reichskrieg (1311–1312) zerstört und waren 1355 im Besitz von Württemberg. 
Von der ehemaligen Burg Obergreifenstein, deren Bergfried sich direkt hinter dem Burggraben befand und um den sich Wohnung, Speicher und Verlies drängten, sind noch Reste der Ringmauer erhalten. Etwa 150 m westlich davon sind von der auf einem schmalen Felsen gelegenen Burg Untergreifenstein noch geringe Mauerreste und Gräben erkennbar.

## Bildgalerie

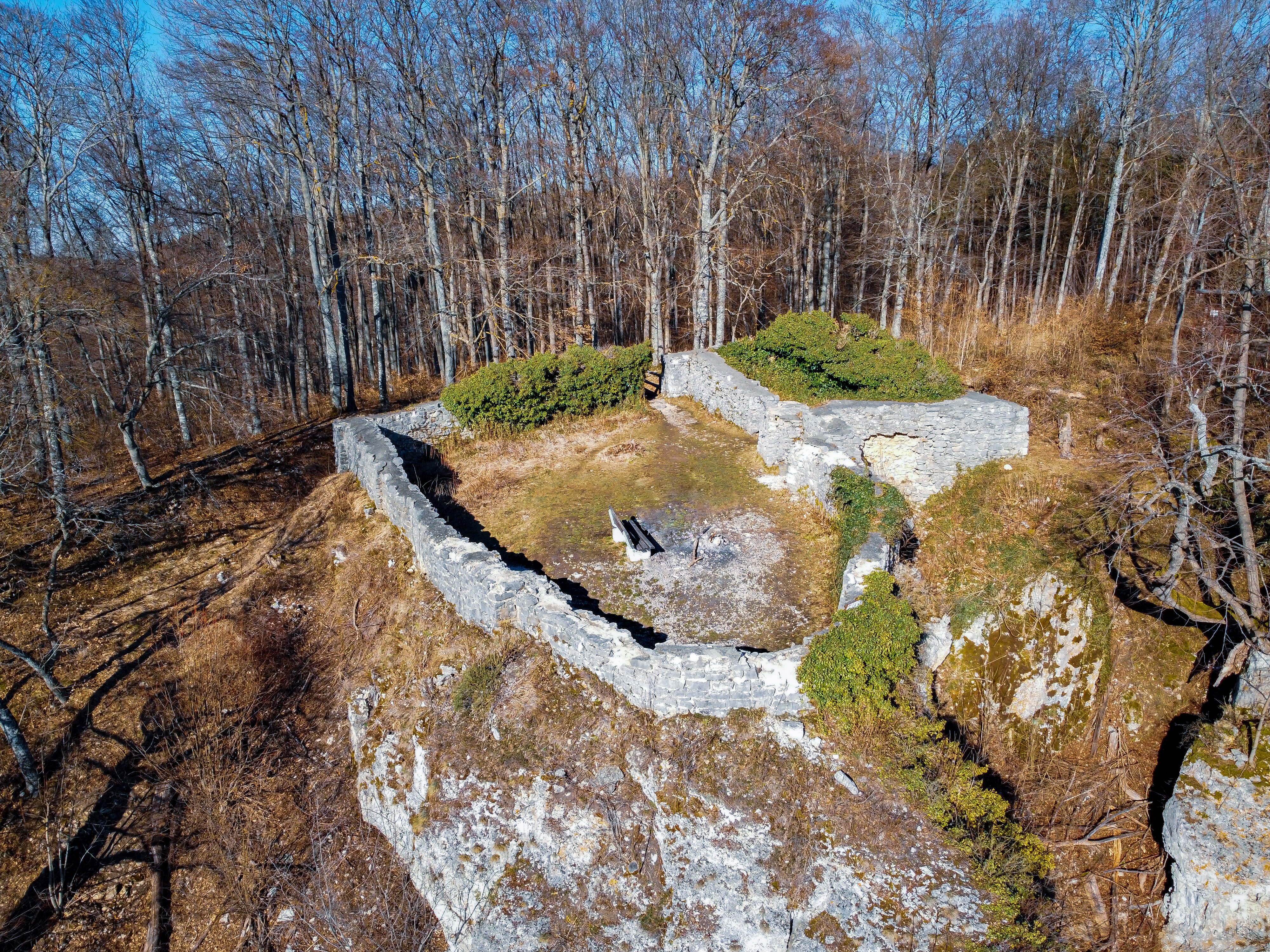
Luftaufnahme der Burg